# Єзьорко (Гіжицький повіт)
Єзьорко (пол. Jeziorko, нім. Preußenburg) — село в Польщі, у гміні Рин Гіжицького повіту Вармінсько-Мазурського воєводства.
Населення — 94 особи (2011).

## Демографія
Демографічна структура станом на 31 березня 2011 року:
|          | Загалом | Допрацездатний вік | Працездатний вік | Постпрацездатний вік |
| -------- | ------- | ------------------ | ---------------- | -------------------- |
| Чоловіки | 52      | 13                 | 38               | 1                    |
| Жінки    | 42      | 9                  | 28               | 5                    |
| Разом    | 94      | 22                 | 66               | 6                    |